# Focomelie
Focomelie is een aangeboren afwijking waarbij de ledematen van de baby onderontwikkeld of afwezig zijn. Het woord komt van het Oudgrieks en betekent zeehondenledematen. 
Focomelie is een zeldzame geboorteafwijking, die tijdens het softenon-drama eind jaren vijftig, begin jaren zestig opeens opvallend vaak voorkwam en toen bleek terug te voeren op het gebruik van het geneesmiddel thalidomide door de moeder tijdens de zwangerschap. Hierna is de wetgeving voor toelating van nieuwe geneesmiddelen in vrijwel alle landen drastisch verscherpt.